# Municipio de Franklin No. 2
El municipio de Franklin No. 2 (en inglés: Franklin No. 2 Township) es un municipio ubicado en el condado de Greene en el estado estadounidense de Misuri. En el año 2010 tenía una población de 3276 habitantes y una densidad poblacional de 45,41 personas por km².

## Geografía
El municipio de Franklin n.º 2 se encuentra ubicado en las coordenadas 37°18′52″N 93°15′19″O / 37.31444, -93.25528. Según la Oficina del Censo de los Estados Unidos, el municipio tiene una superficie total de 72.15 km², de la cual 70,54 km² corresponden a tierra firme y (2,23 %) 1,61 km² es agua.

## Demografía
Según el censo de 2010, había 3276 personas residiendo en el municipio de Franklin n.º 2. La densidad de población era de 45,41 hab./km². De los 3276 habitantes, el municipio de Franklin n.º 2 estaba compuesto por el 96,15 % blancos, el 0,4 % eran afroamericanos, el 0,76 % eran amerindios, el 0,55 % eran asiáticos, el 0,12 % eran de otras razas y el 2,01 % eran de una mezcla de razas. Del total de la población el 2,11 % eran hispanos o latinos de cualquier raza.